# اندیس تزرج
تزرج یک اندیس فلزی است که در حوالی شهر انار استان کرمان قرار دارد و مادهٔ معدنی موجود در آن، مس است.  